# Michael Rosbash

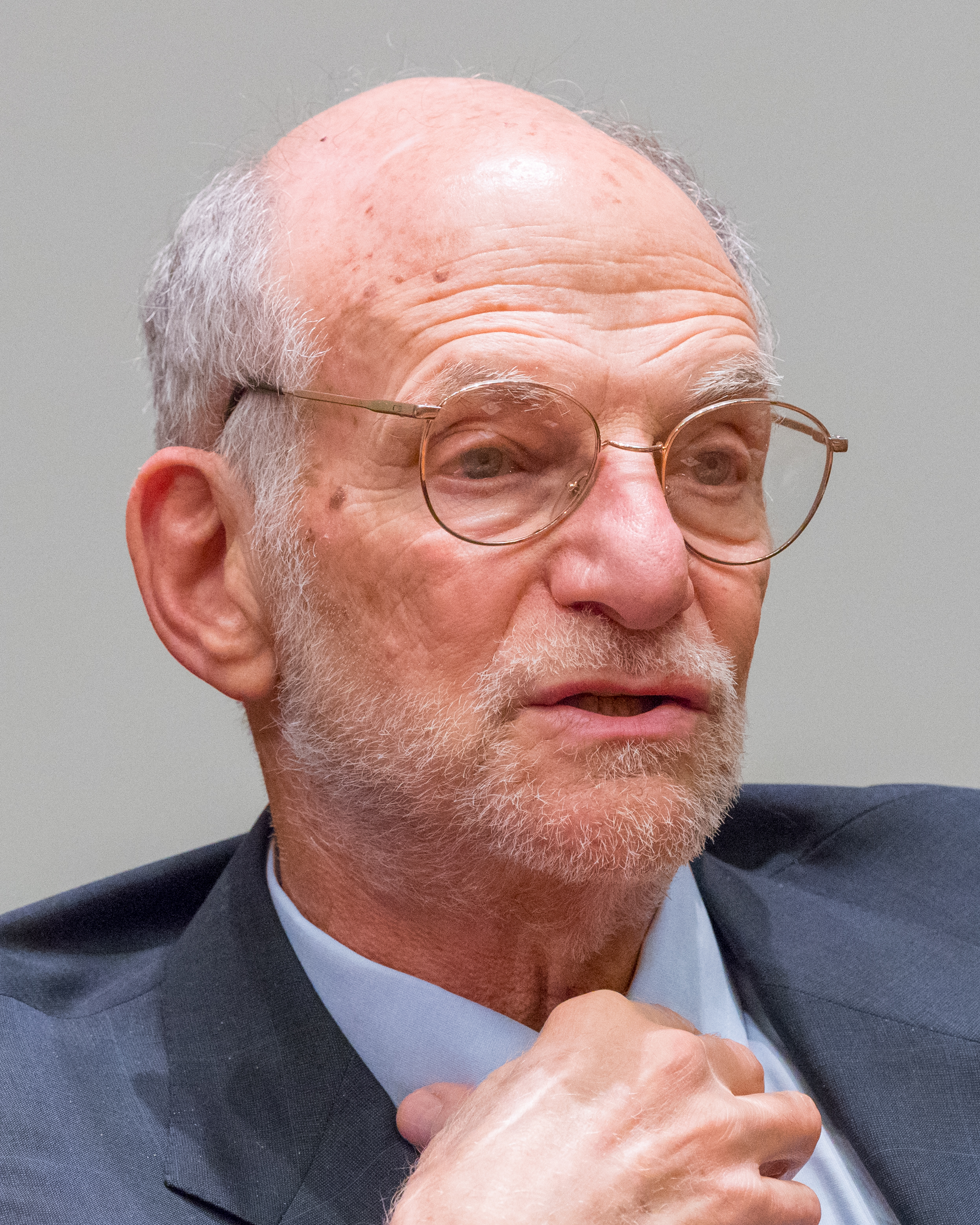
Michael Rosbash (2017)

Michael Morris Rosbash (* 7. März 1944 in Kansas City, Missouri) ist ein US-amerikanischer Molekular- und Chronobiologe und Professor an der Brandeis University in Waltham, Massachusetts. 2017 wurde ihm gemeinsam mit Jeffrey C. Hall und Michael W. Young der Nobelpreis für Physiologie oder Medizin zuerkannt.

## Leben
Die Eltern von Michael Rosbash waren Juden und mussten Deutschland 1938 verlassen. Die Familie zog von Kansas City nach Boston, Massachusetts, als Michael noch ein Kleinkind war. Rosbash studierte Chemie am California Institute of Technology (Caltech) in Pasadena, Kalifornien. Nach einem Praktikum bei Norman Davidson begann er sich aber mehr für Biologie zu interessieren. Rosbash erwarb 1965 den Bachelor als Studienabschluss. Nach einem Jahr als Fulbright-Stipendiat am Institut de biologie physico-chimique in Paris ging er an das Massachusetts Institute of Technology (MIT) in Cambridge, Massachusetts, wo er 1970 einen Ph.D. in Biophysik erwarb. Als Postdoktorand arbeitete Rosbash an der University of Edinburgh in Schottland. Seit 1973 gehört er zum Lehrkörper der Brandeis University in Waltham. Aktuell (Stand 2011) ist er dort Professor für Biologie und Direktor des National Center for Behavioral Genomics (Nationales Zentrum für Verhaltensgenetik). Rosbash hat noch eine Professur für Molekularbiologie am Massachusetts General Hospital der Harvard University in Boston. Seit 1989 forscht Rosbash zusätzlich für das Howard Hughes Medical Institute (HHMI).

## Wirken
Rosbash leistete herausragende Beiträge zur Erforschung der RNA-Prozessierung und der zirkadianen Rhythmik. Gemeinsam mit Jeffrey Hall konnte Rosbash 1984 erstmals mit period ein „Verhaltensgen“ der zirkadianen Rhythmik klonieren. Ihre Arbeiten führten in der Folge zur Identifizierung und Funktionsanalyse der Proteine, die der biologischen Uhr der Fruchtfliege (Drosophila melanogaster) zugrunde liegen. Hall und Rosbash schlugen eine negative Rückkopplung der Transkription als Mechanismus dieser biologischen Uhr vor. Das Modell ist weiterhin gültig und konnte auf alle Lebewesen einschließlich des Menschen übertragen werden. Die Chronotherapie gilt als potentielle Anwendung der Forschungsergebnisse bei Menschen mit Schlafstörungen. Neuere Arbeiten Rosbashs befassen sich mit der Beziehung des Schrittmachers der biologischen Uhr bei Fruchtfliegen mit dem Wechsel von Helligkeit und Dunkelheit sowie deren neuronalen Schaltkreisen, die dem Wechsel von Aktivität und Ruhe zugrunde liegen.

## Auszeichnungen (Auswahl)
- 1988: Guggenheim-Stipendium[4]
- 1997: Mitgliedschaft in der American Academy of Arts and Sciences[5]
- 2003: Mitgliedschaft in der National Academy of Sciences
- 2007: Mitgliedschaft (Fellow) in der American Association for the Advancement of Science
- 2009: Gruber-Preis für Neurowissenschaften (mit Jeffrey Hall und Michael W. Young)[6]
- 2011: Louisa-Gross-Horwitz-Preis (mit Jeffrey Hall und Michael W. Young)[7]
- 2012: Canada Gairdner International Award (mit Jeffrey Hall und Michael W. Young)[8]
- 2012: Massry-Preis (mit Jeffrey Hall und Michael W. Young)
- 2013: Wiley Prize in Biomedical Sciences (mit Jeffrey Hall und Michael W. Young)
- 2013: Shaw Prize in Medizin (mit Jeffrey Hall und Michael W. Young)
- 2017: Nobelpreis für Physiologie oder Medizin (mit Jeffrey Hall und Michael W. Young)